# Обыкновенный коралловый аспид
Обыкновенный коралловый аспид (лат. Micrurus corallinus) — вид ядовитых змей из семейства аспидов (лат. Elapidae).

## Описание
Общая длина тела варьирует от 50 до 98 см. Голова небольшая, закруглённая. Тело стройное и тонкое. В окраске характерно чередование широких красных и более узких чёрных колец, отделённых друг от друга тонкими светло—зелёными полосками.

## Распространение
Наибольшее количество разновидностей коралловых аспидов предпочитает обитать на просторах Центральной и Южной Америки. Арлекиновые коралловые аспиды встречаются на просторах штата Кентукки и штата Индиана, что в США. В лесных массивах востока Бразилии также обитают подобные змеи, причем в достаточно больших количествах. Представители этого рода встречаются на территории многих государств, таких как:
- Панама.
- Коста-Рика.
- Парагвай.
- Уругвай.
- Аргентина.
- Колумбия.
- Мексика.
- Эквадор.
- Гондурас.
- Страны Карибского бассейна.
- Никарагуа.
- Боливия.

## Образ жизни
Этот вид предпочитает вести скрытный образ жизни. В связи с этим, встретиться с этой змеей не так просто, так как она много времени проводит, зарывшись в грунт или спрятавшись под слоем гниющей листвы. Наибольшая вероятность встречи — в сезон дождей или сезон размножения.